# Jiaohe
Jiaohe són un conjunt de ruïnes de l'antiga ciutat que es trobava a la vall de Yaernaizi, al nord-est del desert de Taklamakan, a 7 km a l'oest de la ciutat de Turfan, a la regió autònoma de Xinjiang, a la República Popular de la Xina.

## Història
Des dels anys 108 aC fins al 450, la ciutat de Jiaohe fou la capital de l'antic Regne de Chu-shi, adjacent als regnes de Korla i Karasahr, i concurrent amb la dinastia Han, Jin, i les del sud i del nord de la Xina. Era una parada important al llarg de la ruta de la Seda. Des de 450 fins al 640, va esdevenir una prefectura de Jiao dins la dinastia de Tang, i a partir del 640 fou la seu del nou comtat de Jiaohe. Des de 640 al 658, fou també la seu del Protectorat General de les Regions Occidentals, el nivell més alt del comandant militar xinès a l'oest. Des de començaments del segle ix, fou una prefectura de Jiaohe de l'Imperi uigur, fins que el seu regne era conquerit pels Kyrgyz l'any 840.
La ciutat fou construïda en un gran illot (1.650 m de llargada, 300 m d'ample en el seu punt més ampli), al mig d'un riu format per defenses naturals; els penya-segats costeruts als dos costats del riu servien de parets naturals. La disposició de la ciutat tenia barris residencials orientals i occidentals, mentre que el districte del nord es reservava per a temples i stupes budistes.
Finalment, va ser abandonada després de la seva destrucció durant una invasió dels mongols dirigits per Genguis Kan al segle xiii.
El lloc ha estat protegit pel govern xinès des de 1961.